# Desmia aclistalis
Desmia aclistalis är en fjärilsart som beskrevs av Dyar 1914. Desmia aclistalis ingår i släktet Desmia och familjen Crambidae. Inga underarter finns listade i Catalogue of Life.